# مدرسة الأمير روبرت
مدرسة الأمير روبرت هي مدرسة دولية خاصة تقع في سكسونيا السفلى، ألمانيا.

## الروابط الخارجية
1. ↑  Boarding نسخة محفوظة 04 مارس 2016 على موقع واي باك مشين.

- الموقع الرسمي
- SCE Schools Germany